# Cristina adenius
Cristina adenius is een hooiwagen uit de familie echte hooiwagens (Phalangiidae).